# ميلتون ماركس
ميلتون ماركس (بالإنجليزية: Milton Marks)‏ هو سياسي أمريكي، ولد في 22 يوليو 1920، وتوفي في 4 ديسمبر 1998. حزبياً، نشط في الحزب الجمهوري والحزب الديمقراطي. وقد انتخب عضو مجلس ولاية كاليفورنيا وانتخب عضو جمعية ولاية كاليفورنيا.